# ウィルハイア24時間レース

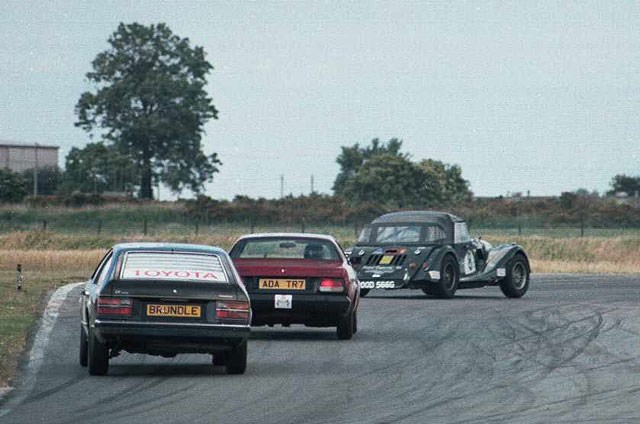
The inaugural Willhire 24 Hour, 1980

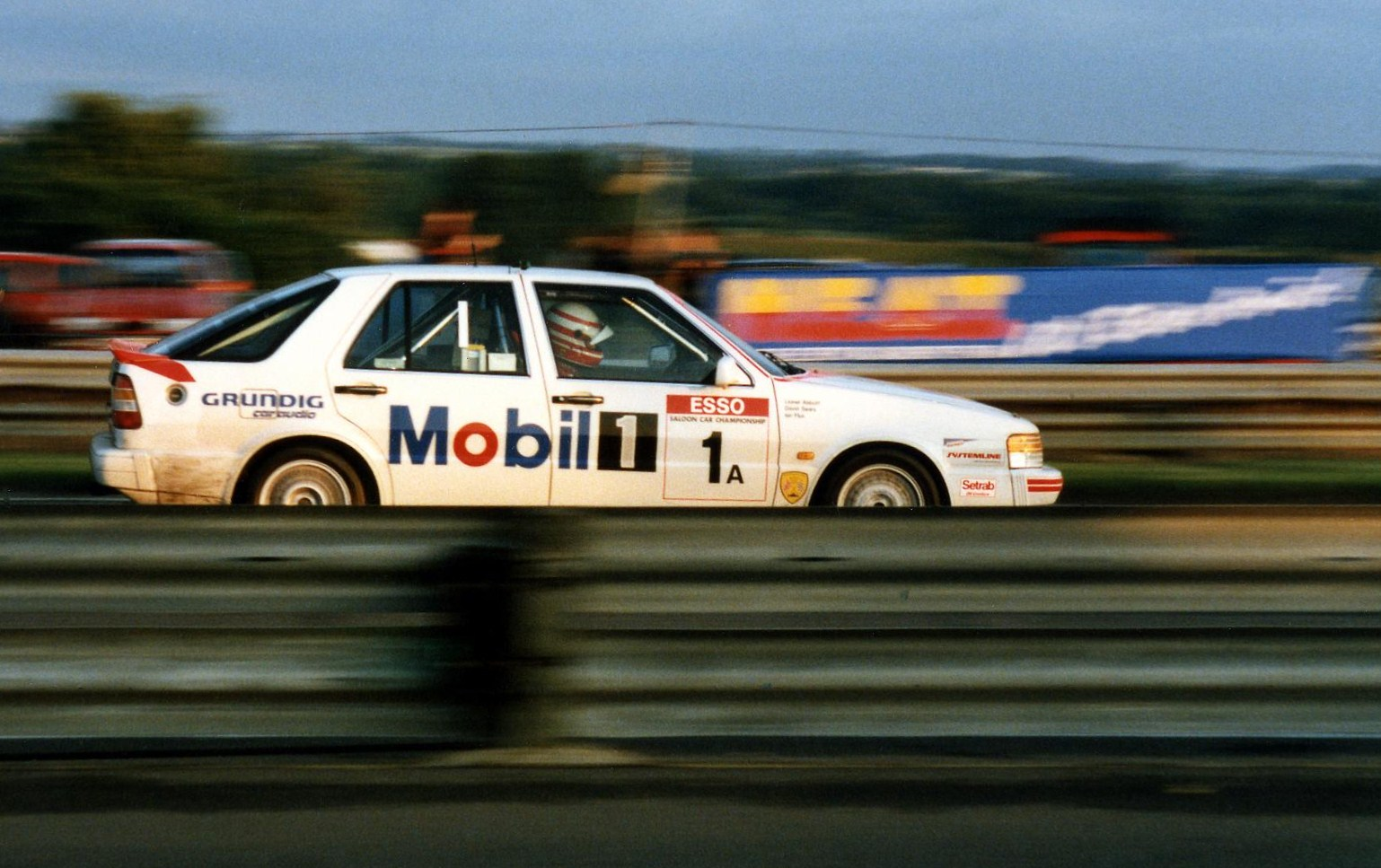
The Saab 9000 T16 of Lionel Abbott, Ian Flux and David Sears at the 1990 Willhire event

ウィルハイア24時間レース 英語:Willhire 24 Hourは、1980年から1994年にかけて、イギリスノーフォークにあるスネッタートン・モーターレーシング・サーキットで開催されたプロダクションカー耐久レース。何年にもわたって、レースにはスポーツカーとセダンカーの車両で争われた。後に、 FIAグループN仕様のナショナルサルーンカーカップで走っている競合他社によって争われた。レースは、前述のシリーズの責任者でもあるブリティッシュ・レーシング・アンド・スポーツカー・クラブ（BRSCC） によって運営された。 

## 歴史
レースは、地元のレンタカー会社であるWillhire Vehicles Rentals（現在はNorthgateの一部であるAnglian Willhire）が後援し、オーナーのロジャー・ウィリアムスがモーターレースイベントのスポンサーになった。ウィリアムズは最初は冗談として6時間または24時間のイベントを後援することについて話したが、申し出は受け入れられ、英国で最初の24時間のレースが設立された。 レースは1980年に最初に開催。  1989年のイベントは、ウィルハイア社の25周年を記念して25時間の長さになった。 1994年に開催が最後の開催となった。 

## 勝者
同レースでは、他のレースで成功を収めた多くのドライバーが優勝した。 1986年、優勝車は当時のBBCラジオ1ディスクジョッキーのマイク・スミスとライオネル・アボットによって共同で運転された彼はレースに勝った最初の2人のドライバーチームだった。以下の表が優勝したドライバー。   又、他にもマーティン・ブランドル、 スティーブ・ソパー、ジョン・クレランド、 キース・オドール、ティフ・ニーデル、ジェームズ・トンプソン、ジェリー・マーシャルらも同レースに参戦経験がある。
| Year                  | Drivers                                                                    | Car                           | Laps  |
| --------------------- | -------------------------------------------------------------------------- | ----------------------------- | ----- |
| 1980 (multi-car team) | Pete Hall Phil Dowsett Martin Carroll Syd Fox Hamish Irvine Andrew Jeffrey | Opel Commodore GS/E 2.8       | 955   |
| 1981 (multi-car team) | Martin Carroll Pete Hall Andy Rouse Syd Fox Phil Dowsett                   | Opel Commodore GS/E           | 990   |
| 1982                  | Robb Wells Chris Alford Malcolm Paul                                       | Morgan Plus 8 3.5             | 970   |
| 1983                  | Tony Dron Win Percy Andy Rouse Phil Dowsett                                | Porsche 928S 4.6              | 995   |
| 1984                  | Bill Taylor Paul Edwards Barry Robinson John Lock                          | Porsche Carrera RS            | 952   |
| 1985                  | Roy Eaton David Oates John Clarke                                          | Ford Capri 2.8i               | 970   |
| 1986                  | Mike Smith Lionel Abbott                                                   | Ford Escort RS Turbo          | 965   |
| 1987                  | Robb Gravett Graham Hathaway Phil Bullman                                  | Ford Sierra RS Cosworth       | 984   |
| 1988                  | Lionel Abbott Graham Scarborough                                           | Ford Sierra RS Cosworth       | 1,025 |
| 1989 (25 hours)       | Mark Hales Slim Borgudd                                                    | Ford Sierra Sapphire Cosworth | 1,025 |
| 1990                  | Matt Neal Dave Wallis Stuart McCrudden                                     | BMW M3                        | 896   |
| 1991                  | Kurt Luby Will Hoy Ray Bellm                                               | BMW M3                        | 909   |
| 1992                  | Mike Jordan Steve Griffin Graham Coomes                                    | BMW M3                        | 928   |
| 1993                  | Mike Jordan Mike Burtt Charlie Cox John Morrison                           | BMW M3                        | 935   |
| 1994                  | Nickie Torregiani Del Delaronde Andrew Jeffrey James Prochowski            | Ford Escort RS Cosworth       | 939   |

## その後

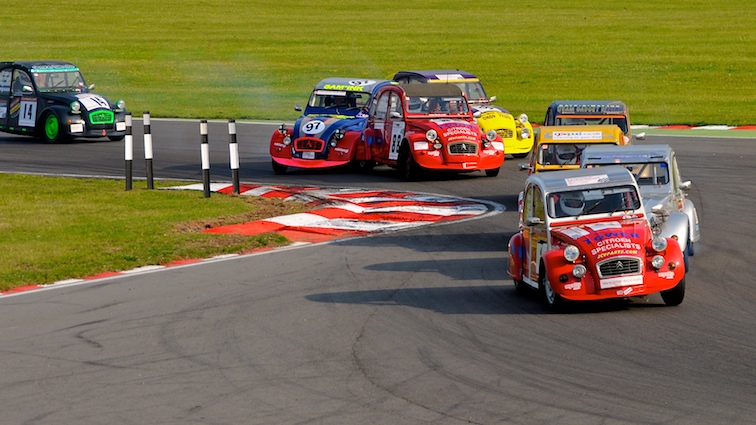
Endurance 2CV racing at Snetterton, 2009

スネッタートンの24時間レースの開催経験は、その後、1999年から英国ツーリングカー選手権ナイトレース、2002年、2003年、2004年にウィルハイア主催の耐久レースの開催地となったときに有益であることが証明された 2CV 24時間レースがスネッタートンに移った2003年まで、24時間レースは完全に復活しなかったが、  シルバーストン・サーキットにて開催される2005年のシルバーストーンブリットカー24時間レースの2005年のブリットカーイベントは、ブリットカー・ウィルハイア24時間レースと呼ばれた。 